# 姆帕薩河
姆帕薩河（Mpassa）是西非國家加蓬的河流，屬於奧果韋河的支流之一，發源自毗鄰與剛果共和國接壤邊界的巴泰凱高原，流經上奧果韋省首府弗朗斯維爾。